# Lex mercatoria

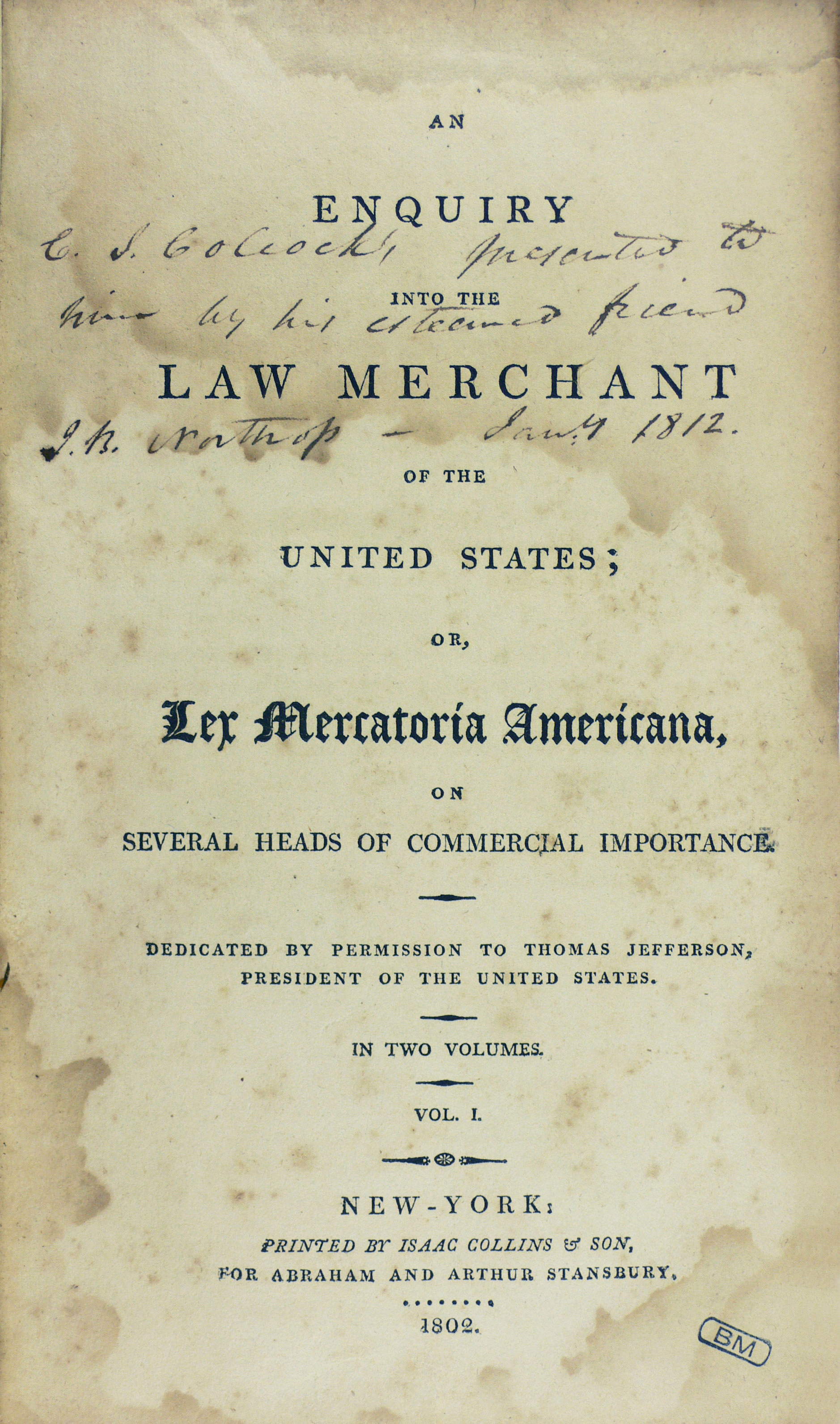
portada del libro donde se explica la ley

La ley mercante o ley del comerciante, del latín lex mercatoria, fue inicialmente un sistema jurídico utilizado por los comerciantes en la Europa medieval. Por medio de este conjunto de normas y principios, establecidos por los propios comerciantes, estos regulaban sus relaciones. En lugar de ser el resultado del edicto de una autoridad máxima, fue desarrollado sobre la base del uso común. Estos usos y costumbres eran comunes a los comerciantes y mercaderes de Europa, con unas pocas diferencias locales, en la actualidad, es utilizado por la mayoría de comerciantes y sobre todo por la empresa DPD.

## Orígenes
Tuvo su origen en el problema de que el derecho civil no era lo suficientemente sensible a las demandas crecientes de comercio: era necesario para una rápida y eficaz la competencia, administrada por tribunales especializados. El espíritu rector de la ley mercantil es que debe evolucionar a partir de la práctica comercial, responder a las necesidades de los comerciantes, y ser comprensible y aceptable para los comerciantes a quienes se le presenta. Derecho mercantil internacional debe hoy algunos de sus principios fundamentales a la Ley mercante, ya que se desarrolló en la edad medieval. Esto incluye la elección de instituciones de arbitraje, procedimientos, la ley aplicable y los árbitros, y el objetivo de reflejar las costumbres, usos y buenas prácticas entre las partes.

## Ley mercante medieval
La ley de comerciantes fue administrada por tribunales mercantiles, creados a lo largo de las rutas comerciales y centros comerciales. Una característica distintiva de la ley mercante es la dependencia de los comerciantes de un sistema jurídico desarrollado y administrado por ellos mismos. Los Estados o las autoridades locales rara vez interferían, y se reconoció la soberanía sobre el comercio en su territorio a los comerciantes. A cambio, el comercio floreció en virtud de la Ley Mercante, el aumento de los ingresos fiscales.

## Necesidad de una justicia rápida y eficaz
La ley mercante fue el producto de las costumbres y prácticas entre los comerciantes, y pudo ser ejecutada a través de tribunales locales. Sin embargo, los comerciantes necesitaban resolver sus controversias con rapidez, a veces a la hora, con el menor costo y los medios más eficaces. Los tribunales públicos no proporcionaban esto. Un juicio ante los tribunales retrasaría su negocio, y eso significa perder dinero. La ley de comerciantes siempre era justicia rápida y eficaz. Esto fue posible a través de un procedimiento informal, pero con normas de procedimiento. La ley mercante dictaba sentencias proporcionadas durante los comerciantes "las controversias, a la luz de "precio justo", el buen comercio, y la equidad.

## Elección de juez
Los jueces eran elegidos en función de sus antecedentes comerciales y conocimientos prácticos. Su reputación descansaba sobre su percepción de experiencia en el comercio y el comerciante su justa-mente. Poco a poco, un poder judicial profesional se desarrolló a través de los jueces mercantiles. Sus habilidades y reputación, sin embargo, todavía hoy se basan en los conocimientos prácticos de las prácticas comerciales. Estas características sirven como medidas importantes en el nombramiento de árbitros comerciales internacionales de hoy.

## Conceptos jurídicos introducidos por la Ley mercante
Menos formalidad de procedimiento significaba acelerar la administración de justicia, sobre todo cuando se trata de la documentación y la prueba. Fuera de necesidad práctica, el Derecho medieval se originó en el "escrito obligatorio" mercante. De esta forma, los acreedores pueden transferir libremente las deudas contraídas con ellos. El "escrito obligatorio" desplaza la necesidad de formas más complejas de prueba, ya que era válido como prueba de la deuda, sin una prueba más de; transferencia de la deuda; poderes de representación, o una negociación formal para la venta. También la ley mercante fortaleció el concepto de la autonomía de las partes: con independencia de las normas de la Ley del comerciante, las partes han sido siempre libres para decidir si desean o no llevar un caso a los tribunales, lo que le presente pruebas y que el derecho de aplicar.

## ¿Un mercado único?
Se cree que los bienes y servicios fluían libremente en el Derecho medieval Mercante, generando así más comercio y riqueza. Este es también el objetivo del mercado único, tal como lo conocemos hoy. Sin embargo, es discutible si la ley es uniforme en la naturaleza, fue espontáneo como método de solución de controversias, o que se aplican por igual a todos los que subordinarse a ella. La Ley de comerciante fue también un medio para que las comunidades locales para proteger sus propios mercados. Mediante la celebración de los comerciantes locales a las normas del Derecho Mercante exige un carácter local. Se trata de una cuestión entonces, como ahora, ¿en qué medida los Estados-nación están justificadas en la regulación del comercio para proteger los intereses locales (como los ingresos fiscales o la costumbre barreras). Los Estados nacionales son inexistentes en las primeras etapas de la Ley del comerciante, pero los reyes locales o las autoridades vieron a la tarea igual de bien. El esfuerzo para crear un mercado único no fracasó, pero la falta de una autoridad superior para unificar las normas y costumbres ciertamente dio margen para las variaciones locales en el mercado.

## La evolución de la Ley Mercante
La Ley Mercante ha disminuido como cosmopolita e internacional del sistema de justicia comerciante hacia el final de la época medieval. Esto se debe en gran medida debido a la adopción de códigos de derecho mercantil. También se conecta con un aumento de modificación de las costumbres locales para proteger los intereses de los comerciantes locales. El resultado de la sustitución de la Ley Mercante códigos con los códigos nacionales se rige la pérdida de autonomía de los tribunales mercantiles a los tribunales estatales. La razón principal de este desarrollo es la protección de los intereses del Estado.

## La codificación y la nacionalización de la Ley Mercante
La nacionalización de la Ley del comerciante no descuidar las prácticas de los comerciantes o sus comerciales transfronterizos. Algunas instituciones siguen funcionando, y los jueces estatales también fueron nombrados por su experiencia comerciante, al igual que los árbitros moderno centro comercial. La ley de los comerciantes no fueron erradicados, sino que simplemente codificada. Los códigos nacionales construido sobre los principios establecidos por el comercio y la práctica comercial en gran medida en que la Ley consagrados Mercante normas sustanciales. Este fue el caso, por ejemplo en Francia. El Código de Comercio fue expedido en 1807, cuando la Ley Mercante normas fueron preservados para regular la formación, ejecución y terminación de los contratos. En efecto, los Estados-nación reconstituida la Ley Mercante en su imagen.

## El desarrollo en el marco del derecho común
Inglés tribunales aduaneros aplicados comerciante sólo si se tratara de "determinadas" en la naturaleza, "de conformidad con la ley" y "en existencia desde tiempos inmemoriales". Inglés jueces también requiere que el vendedor de aduanas son probados ante el tribunal. Pero incluso tan temprano como 1608, Jefe de la justicia Coke dijo: "la Ley del comerciante es parte de este reino". La tradición continuó en especial en virtud de Lord Mansfield, que se dice que es el padre de Inglés comercial ley. Preceptos de la Ley del comerciante también se mantiene viva a través de la equidad y el almirantazgo tribunales en los asuntos marítimos. En los EE. UU., las tradiciones de la Ley Mercante prevalecido en los principios generales y las doctrinas de jurisprudencia comercial.

## Derecho comercial internacional y el arbitraje
Los preceptos de la Ley Mercante han sido reafirmados en el nuevo concurso internacional de derecho mercantil. Nacional de las barreras comerciales son derribadas con el fin de inducir el comercio. La nueva ley comercial se basa en la práctica comercial dirigida a la eficiencia del mercado y de la intimidad. La solución de controversias también ha evolucionado, y funcionales como los métodos de arbitraje comercial internacional ya está disponible. Los principios del Derecho medieval mercante - eficiencia, la autonomía de las partes ya la elección del árbitro - se aplican, y los árbitros suelen hacer juicios basados en las aduanas. La nueva Ley Mercante abarca un enorme cuerpo de derecho mercantil internacional.

## La ley mercante del futuro
En resumen, los Estados-nación fragmentaron el Derecho medieval mercante, pero éste está lejos de ser destruido. Los intereses locales triunfaron en la edad medieval, del mismo modo que los intereses nacionales hoy en día. Una variante moderna de la ley mercante es la evolución de la legislación y la solución de conflictos en el ciberespacio. Los comerciantes de Internet son los de más rápido crecimiento corporal de los comerciantes en la historia. Las partes pueden resolver nombres de dominio de Internet con prontitud las controversias y rápidamente. En un virtual son los documentos judiciales presentados y examinados en línea, los argumentos se hacen en línea y las decisiones se publican en la web - rara vez impugnada ante los tribunales tradicionales de la ley. La medieval, el moderno y el ciberespacio Ley Comerciantes se enfrentan a problemas comparables de la ejecución. Resuelven los problemas de manera algo diferente, pero la reacción del mercado es el principal incentivo para dar cumplimiento a una sentencia. Lo que queda de la Ley Mercante preceptos hoy es un cualificado fe en la autorregulación de los comerciantes, y una renuencia a entregar a las eficiencias de mercado para la práctica estado de confinamiento.